# Francesco Shoyemon
Francesco Shoyemon (Giappone, ... – Nagasaki, 14 agosto 1633) è stato un religioso giapponese venerato come santo dalla Chiesa cattolica.

## Biografia
Francesco Shoyemon nacque in Giappone nel XVI o XVII secolo, venne ammesso nell'ordine domenicano da San Domenico Ibáñez de Erquicia durante gli anni di prigionia dei due religiosi nel 1633. Il 13 agosto fu sottoposto alla tortura della fossa (la stessa che subì San Domenico Ibáñez de Erquicia), morendo il giorno seguente. Il suo corpo venne tagliato e bruciato.
Il 18 ottobre 1987 è stato canonizzato da san Giovanni Paolo II.